# Nicolás Saavedra
Nicolás Saavedra Vizcaya (Santiago del Cile, 18 dicembre 1975) è un attore cileno.
Nel 2006 ha vinto il Premio Altazor de las Artes Nacionales al miglior attore per la sua interpretazione in Mi mejor enemigo. È sposato con l'attrice Mónica Godoy, conosciuta sul set della telenovela Santo ladrón.

## Filmografia (parziale)

### Cinema
- Historias de sexo (1998)
- XS - La Peor Talla (2003)
- Subterra (2003)
- Mi Mejor Enemigo (2005)
- Se Arrienda (2005)
- XX - corto (2006)
- Malta con Huevo (2007)
- Divine, La Película (2008)
- Super, todo chile adentro (2009)
- Tiempos Menos Modernos (2011)
- Boca de Pozo (2014)
- Tierra De Sangre (2014)
- Santiago Violenta (2014)
- Una donna fantastica (Una mujer fantástica) (2017)
- Due vite parallele (El lugar de la otra), regia di Maite Alberdi (2024)

### Televisione
- Iorana (1998)
- La fiera (1999)
- Aquelarre (1999)
- Santoladrón (2000)
- Amores de mercado (2001)
- De Neftalí a Pablo (2004)
- Tentación (2004)
- Tiempo final (2004)
- Los simuladores (2005)
- Brujas (2005)
- Gatas & tuercas; 116 puntate (2005-2006)
- Charly Tango (2006)
- Héroes (2007)
- Camara cafe (2008)
- Gen Mishima (2008)
- Lola; 260 puntate (2007-2008)
- Corazón rebelde; 56 puntate (2009)
- Adios al septimo de linea (2010)
- 12 días (2011)
- Amar y morir en Chile (2012)
- Diario secreto de una profesional (2012)
- Teatro en CHV (2012)
- Los 80 (2012)
- Familia moderna (2016)